# Зумбулидзе, Борис Захарович
Зумбули́дзе Борис Захарович (1905—2000) — участник Великой Отечественной войны, подполковник, Герой Советского Союза.

## Биография
Родился 7 июня (25 мая по старому стилю) 1905 года в Гори, Грузия. В 1923 году закончил рабфак в Тбилиси. Трудился на заводе токарем.
В Красной Армии с сентября 1924 года. В 1927 году окончил Тбилисскую объединённую пехотную школу.
Командовал взводом 3-го Кутаисского стрелкового полка (Сухуми). С 1929 по 1931 — командир взвода 34-го авиационного парка (в Тбилиси). В 1932 году окончил Харьковскую военную авиационную школу лётчиков и лётнабов (лётчик-наблюдатель). Служил штурманом в строевых частях ВВС (Запорожье). В 1935 году окончил Качинскую военную авиационную школу лётчиков. До войны служил также в Ростове-на-Дону, в Западном военном округе.

### Военные годы
С 1941 года участвовал в Великой Отечественной войне. Командовал авиаэскадрильей 1-го тяжелобомбардировочного авиационного полка (Западный фронт).
С августа 1941-го — заместитель командира того же полка. Участвовал в боях в Белоруссии, битве под Москвой. В 1942—1944 — служил в должности заместителя командира 27-го запасного авиационного полка. В январе 1944 — назначен командиром 406-го ночного бомбардировочного авиационного полка (4-й Украинский, 1-й Прибалтийский и 3-й Белорусский фронты).
Принимал участие в освободительных операциях в Крыму, Литве, в Восточно-Прусской операции. Управляя бомбардировщиками ТБ-3 и По-2, совершил более 100 боевых вылетов.
Указом Президиума Верховного Совета СССР от 29 июня 1945 года за мужество и героизм, проявленные в боях, подполковнику Зумбулидзе Б. З. присвоено звание Героя Советского Союза с вручением ордена Ленина и медали «Золотая Звезда» за номером 5030.

## Послевоенное время
По окончании войны продолжил службу в ВВС в Белорусском военном округе и на Дальнем Востоке. В 1946 году получил звание полковника. Командовал полком, являлся заместителем командира авиадивизии по тылу. С декабря 1949 года — командир 112-го объединённого авиаотряда Грузинского территориального управления ГВФ. В ноябре 1954 года в звании полковника был уволен в запас.
Проживал в Тбилиси (Грузия). Руководил работой Тбилисского аэропорта, затем — канатными подвесными дорогами. Скончался 7 сентября 2000 года. Похоронен на Сабурталинском кладбище Тбилиси.

## Награды
- Медаль «Золотая Звезда» (09.05.1945);
- 2 ордена Ленина (09.05.1945, 15.11.1950);
- 3 ордена Красного Знамени (09.08.1941, 10.02.1944, 03.11.1944);
- орден Александра Невского (12.09.1944);
- 2 ордена Отечественной войны 1-й степени (31.03.1943, 11.03.1985);
- медали.